# Championnat du Kosovo de football 2004-2005
Navigation
Saison 2003-2004 Saison 2005-2006
La saison 2004-2005 du Championnat du Kosovo de football est la quatorzième édition de la SuperLiga, le championnat de première division du Kosovo. Les douze meilleures équipes kosovares sont regroupées au sein d’une poule unique où elles s'affrontent deux fois au cours de la saison. À la fin de la saison régulière, les six premiers jouent la poule pour le titre, les six derniers la poule de relégation, dont les deux derniers descendent en Liga e Parë, la deuxième division kosovare.
C'est le KF Besa qui est sacré cette saison après avoir terminé en tête du classement, avec quatre points d'avance sur le KF Trepça et huit sur le KF Flamurtari. Il s’agit du tout premier titre de champion du Kosovo de l'histoire du club, qui réalise le doublé en s'imposant en finale de la Coupe du Kosovo face au KF KEK.

## Les clubs participants
- KF Liria - Promu de Liga e Parë
- KF Trepça
- KF Flamurtari
- KF Drita
- FC Pristina
- KF Besa
- KF Drenica
- KF Kosova Pristina
- KF KEK
- KF Llapi - Promu de Liga e Parë
- KF Vëllaznimi
- KF Ferizaj

## Compétition
Le barème utilisé pour établir le classement est le suivant :
- Victoire : 3 points
- Match nul : 1 point
- Défaite : 0 point

### Phase régulière
| Rang | Équipe             | Pts | J  | G  | N | P  | Bp | Bc | Diff |
| ---- | ------------------ | --- | -- | -- | - | -- | -- | -- | ---- |
| 1    | KF Trepça          | 39  | 22 | 12 | 3 | 7  | 30 | 17 | +13  |
| 2    | KF BesaC           | 38  | 22 | 12 | 2 | 8  | 34 | 20 | +14  |
| 3    | KF Flamurtari      | 36  | 22 | 11 | 3 | 8  | 29 | 28 | +1   |
| 4    | KF Vëllaznimi      | 34  | 22 | 10 | 4 | 8  | 29 | 23 | +6   |
| 5    | FC PristinaT       | 34  | 22 | 10 | 4 | 8  | 26 | 27 | -1   |
| 6    | KF LiriaP          | 33  | 22 | 10 | 3 | 9  | 30 | 27 | +3   |
| 7    | KF Ferizaj         | 31  | 22 | 10 | 1 | 11 | 28 | 38 | -10  |
| 8    | KF Kosova Pristina | 29  | 22 | 8  | 5 | 9  | 25 | 21 | +4   |
| 9    | KF Drenica         | 29  | 22 | 9  | 2 | 11 | 31 | 33 | -2   |
| 10   | KF KEK             | 29  | 22 | 8  | 5 | 9  | 27 | 29 | -2   |
| 11   | KF Drita           | 24  | 22 | 7  | 3 | 12 | 18 | 31 | -13  |
| 12   | KF LlapiP          | 21  | 22 | 6  | 3 | 13 | 26 | 39 | -13  |

|  | Qualification pour la poule pour le titre                                        |
|  | Qualification pour la poule de relégation                                        |
|  | T : Tenant du titre C : Vainqueur de la Coupe du Kosovo P : Promu de Liga e Parë |

### Seconde phase
Les clubs conservent les points acquis lors de la phase régulière.
| Rang | Équipe        | Pts | J  | G  | N | P  | Bp | Bc | Diff |
| ---- | ------------- | --- | -- | -- | - | -- | -- | -- | ---- |
| 1    | KF BesaC      | 58  | 32 | 18 | 4 | 10 | 50 | 30 | +20  |
| 2    | KF Trepça     | 54  | 32 | 16 | 6 | 10 | 40 | 25 | +15  |
| 3    | KF Flamurtari | 50  | 32 | 15 | 5 | 12 | 44 | 43 | +1   |
| 4    | FC PristinaT  | 49  | 32 | 14 | 7 | 11 | 35 | 33 | +2   |
| 5    | KF LiriaP     | 43  | 32 | 12 | 7 | 13 | 40 | 44 | -4   |
| 6    | KF Vëllaznimi | 42  | 32 | 12 | 6 | 14 | 37 | 35 | +2   |

| Rang | Équipe             | Pts | J  | G  | N | P  | Bp | Bc | Diff |
| ---- | ------------------ | --- | -- | -- | - | -- | -- | -- | ---- |
| 7    | KF KEK             | 46  | 32 | 13 | 7 | 12 | 39 | 39 | 0    |
| 8    | KF Kosova Pristina | 42  | 32 | 11 | 9 | 12 | 37 | 33 | +4   |
| 9    | KF Drenica         | 42  | 32 | 13 | 3 | 16 | 47 | 50 | -3   |
| 10   | KF Ferizaj         | 42  | 32 | 13 | 3 | 16 | 40 | 56 | -16  |
| 11   | KF Drita           | 42  | 32 | 13 | 3 | 16 | 37 | 44 | -7   |
| 12   | KF LlapiP          | 34  | 32 | 10 | 4 | 18 | 39 | 53 | -14  |

|  | Champion du Kosovo 2004-2005                                                     |
|  | Relégation directe en Liga e Parë                                                |
|  | T : Tenant du titre C : Vainqueur de la Coupe du Kosovo P : Promu de Liga e Parë |

## Bilan de la saison
| Championnat du Kosovo de football 2004-2005 |                     |
| Champion                                    | KF Besa (1er titre) |
| Coupes et trophées                          |                     |
| Vainqueur de la Coupe du Kosovo 2004-2005   | KF Besa             |
| Promotions et relégations                   |                     |
| Promus en SuperLiga                         | KF Besiana          |
| Promus en SuperLiga                         | KF Gnjilane         |
| Relégués en Liga e Parë                     | KF Drita            |
| Relégués en Liga e Parë                     | KF Llapi            |